# Shirley Williams
Shirley Vivian Teresa Brittain Williams, Baroness Williams of Crosby (Londen, Engeland, 27 juli 1930 - 12 april 2021) was een Brits politica van de Labour Party en mede-oprichter van de Social Democratic Party en de Liberal Democrats.
Ze studeerde Philosophy, Politics and Economics aan Somerville College van de Universiteit van Oxford en is de dochter van Vera Brittain. Ze was de vrouw van de filosoof Bernard Williams.
- Bibliothèque nationale de France: cb12143656f (data)
- Gemeinsame Normdatei: 139967664
- International Standard Name Identifier: 0000 0001 0927 5682
- Library of Congress Control Number: n81119436
- Nationale Bibliotheek van Israël: 987007339065105171
- Nederlandse Thesaurus van Auteursnamen: 068091648
- Istituto Centrale per il Catalogo Unico: TO0V617069
- SNAC: w6h20jn9
- Système universitaire de documentation: 029911214
- Trove: 1126690
- Union List of Artist Names: 500052058
- Virtual International Authority File: 96028707
- WorldCat: E39PBJtgXhvpWCv4BXTtDg9JjC